# 中華民国臨時約法

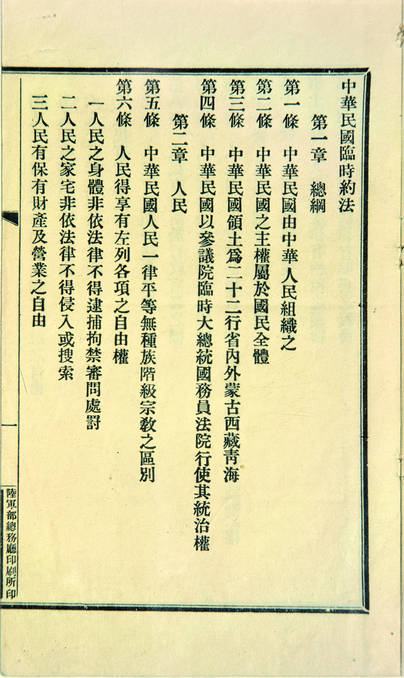
中華民国臨時約法

中華民国臨時約法（ちゅうかみんこくりんじやくほう、中華民國臨時約法）は、民国元年（1912年）に中華民国で公布・施行された憲法的性質の基本法。

## 臨時約法成立の背景
辛亥革命の成功を受けて、1912年1月1日に孫文を臨時大総統とする中華民国臨時政府が南京で成立した。だがこの時点ではまだ北京に清王朝があり、中国は南北分離状態だった。この分裂を平和的に解決するため、孫文は「清朝皇帝の退位」と「約法の遵守」を条件に臨時大総統の地位を袁世凱に譲る事を約束する。これに応じた袁世凱の勧めで2月12日に宣統帝は退位し、2月15日に南京政府は臨時大総統として袁世凱を選任した。3月10日、袁世凱は北京で正式に中華民国臨時大総統に就任し、約束通り3月11日に中華民国臨時約法を公布・施行する。
この臨時約法は、まだ歴史の浅い中華民国政府で袁世凱が専制政治を行わないための歯止めでもあった。だが、当初は臨時約法の範囲内で政治を行っていた袁世凱もやがて権力を拡大し、約法をないがしろにしていく。

## 改廃の履歴
- 1912年3月11日：それまでの「中華民国臨時政府組織大綱」に代わって公布・施行。
- 1914年5月1日：袁世凱の「中華民国約法（中国語版）」公布に伴い廃止される。

臨時約法はあくまで暫定憲法であったため、これを基に正式憲法の草案の作成は進められたが、下敷きが臨時約法である以上、独裁体制を志向する袁世凱の望みとは相容れないものであった。そのため、袁世凱は自分に都合のいい「中華民国約法」（「民国三年約法」・「袁記約法」）を作って公布した。
- 1916年6月29日：大総統黎元洪によって回復。

袁世凱が病死した後に大総統に就任した黎元洪は、その就任にあたって袁世凱の「中華民国約法」と旧来の「臨時約法」のどちらを採用するか迫られる。結局、黎元洪は臨時約法の復活を宣言するが、政権基盤の弱い黎元洪は間もなく失脚し、中華民国北京政府は臨時約法が目指した政治とは違う方向に進んでいく。
- 1917年9月10日：広東を基地とする中華民国軍政府が成立する。

北京政府と決別した孫文は広東省の中華民国軍政府の大元帥に就任し、護法運動を展開する。この「法を護る運動」の「法」とは、中華民国臨時約法のことである。
これ以降、中華民国は南北分裂状態に入る。
- 北京政府
  - 1923年10月10日：曹錕憲法とも言われる「中華民国憲法（中国語版）」の施行により、廃止される。
- 南方政府
  - 南方政府では臨時約法が正式に廃止された事はない。但し、1931年6月1日に中華民国訓政時期約法（中国語版）が公布された事で、新法優位の原則に則ってその最高約法としての効力を失った。

## 主要内容
1.フランス式の責任内閣制：
参議院が袁世凱の野心を抑制できるように、それまでの中華民国臨時政府組織大綱の大統領制に「内閣制（国務員制）」の概念を導入して半大統領制にした。
2.簡潔な文字での原則規定：
臨時約法ではその総則において、簡潔な文字で国家要素の原則的な規定を行っている。
3.人民の権利・義務の明確化：
人民の権利と義務について、臨時約法では詳細な規定をもって保障し、さらに法律による保留条項も設定されている。
4.大総統・副大総統の選挙制：
中華民国臨時政府組織大綱の精神を継承して、参議院での選挙によって選任される事としている。
5.司法の独立：
三権分立の原則に合わせて、司法権の独立を明言している。

## 条文
条文は全56条ある。
- 第1条 - 中華民国は、中華人民がこれを組織する。
- 第2条 - 中華民国の主権は、国民全体に属する。
- 第3条 - 中華民国の領土は、２２の省、内外蒙古、西蔵、青海である。
- 第4条 - 中華民国は、参議院、臨時大総統、国務員、法院が統治権を駆使する。
- 第5条 - 中華人民は一律平等であり、種族、階級、宗教による区別はない。
- 第6条 - 人民は次の各項の自由権を共有する。
  - 法律によらなければ逮捕、処罰されない。
  - 財産、営業の自由。
  - 言論、集会、結社の自由。
  - 通信の秘密。
  - 移動、居住の自由。
  - 信教の自由。
- 第12条 - 人民は選挙権、被選挙権を有する。
- 第16条 - 中華民国の立法権は参議院が行う。
- 第29条 -臨時大総統・副総統は参議院が選挙する。